# Amelia Court House
Amelia Court House – jednostka osadnicza w Stanach Zjednoczonych, w stanie Wirginia, siedziba administracyjna hrabstwa Amelia.